# Pirgula
Pirgula é um gênero de traça pertencente à família Arctiidae.